# 莱莫莱特
莱莫莱特（法語：Les Mollettes，法語發音：[le mɔlɛt]）是法国萨瓦省的一个市镇，位于该省西南部，属于尚贝里区。

## 地理
莱莫莱特（45°27'39"N, 6°3'15"E）面积5.47 平方千米，位于法国奥弗涅-罗讷-阿尔卑斯大区萨瓦省，该省份为法国东部省份，历史上为薩伏依的一部分，北起上萨瓦省，西接伊泽尔省和安省，南部和东部与上阿尔卑斯省和意大利接壤。
与莱莫莱特接壤的市镇（或旧市镇、城区）包括：拉沙佩勒布朗什、莱索、滨湖圣埃莱娜、圣皮埃尔德苏西、维拉鲁。

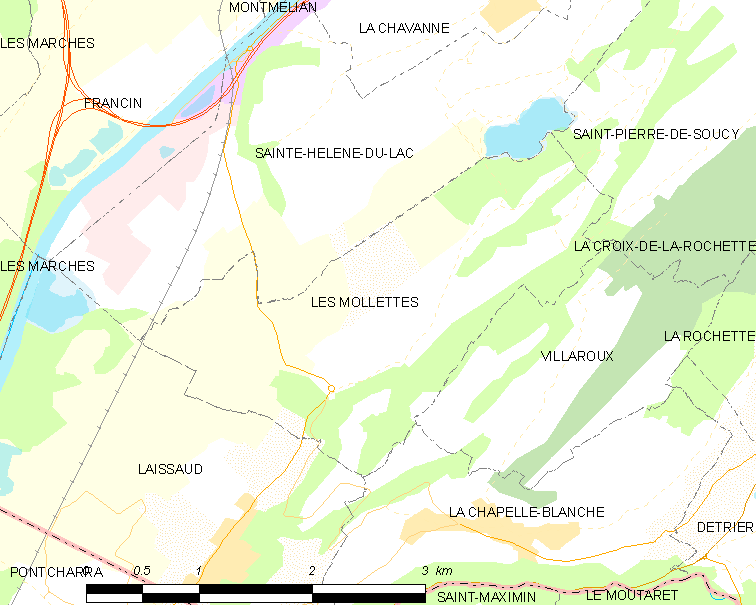
莱莫莱特的OSM定位图

莱莫莱特的时区为UTC+01:00、UTC+02:00（夏令时）。

## 行政
莱莫莱特的邮政编码为73800，INSEE市镇编码为73159。

## 政治
莱莫莱特所属的省级选区为蒙梅利扬县。

## 人口

1962-2008年间莱莫莱特人口变化图示

莱莫莱特于2022年1月1日时的人口数量为870人。